# غاري كول
غاري كول (بالإنجليزية: Gary Cole)‏ ممثل أمريكي من مواليد 20 سبتمبر 1956.

## مواقع خارجية
- غاري كول على موقع IMDb (الإنجليزية)
- غاري كول على موقع ميتاكريتيك (الإنجليزية)
- غاري كول على موقع روتن توميتوز (الإنجليزية)
- غاري كول على موقع قاعدة بيانات الأفلام العربية
- غاري كول على موقع ألو سيني (الفرنسية)
- غاري كول على موقع ميوزك برينز (الإنجليزية)
- غاري كول على موقع تيرنر كلاسيك موفيز (الإنجليزية)
- غاري كول على موقع أول موفي (الإنجليزية)
- غاري كول على موقع قاعدة بيانات الأفلام السويدية (السويدية)
- غاري كول على موقع إن إن دي بي (الإنجليزية)